# Nephthea columnaris
Nephthea columnaris är en korallart som beskrevs av Studer 1895. Nephthea columnaris ingår i släktet Nephthea och familjen Nephtheidae. Inga underarter finns listade i Catalogue of Life.